# Flora Aegyptiaco-Arabica
Flora Aegyptiaco-Arabica(abrév. Fl. Aegypt.-Arab.), est un livre botanique en latin, comportant des illustrations et des descriptions botaniques, écrit par le naturaliste, explorateur et orientaliste  suédois, Pehr Forsskål. Il a été publié en 1775, sous le nom de Flora Aegyptiaco-Arabica. Sive Descriptiones Plantarum, Quas per Aegyptum Inferiorem et Arabium Felicem Detexit, Illustravit Petrus Forskal.